# Tomoko Ohta

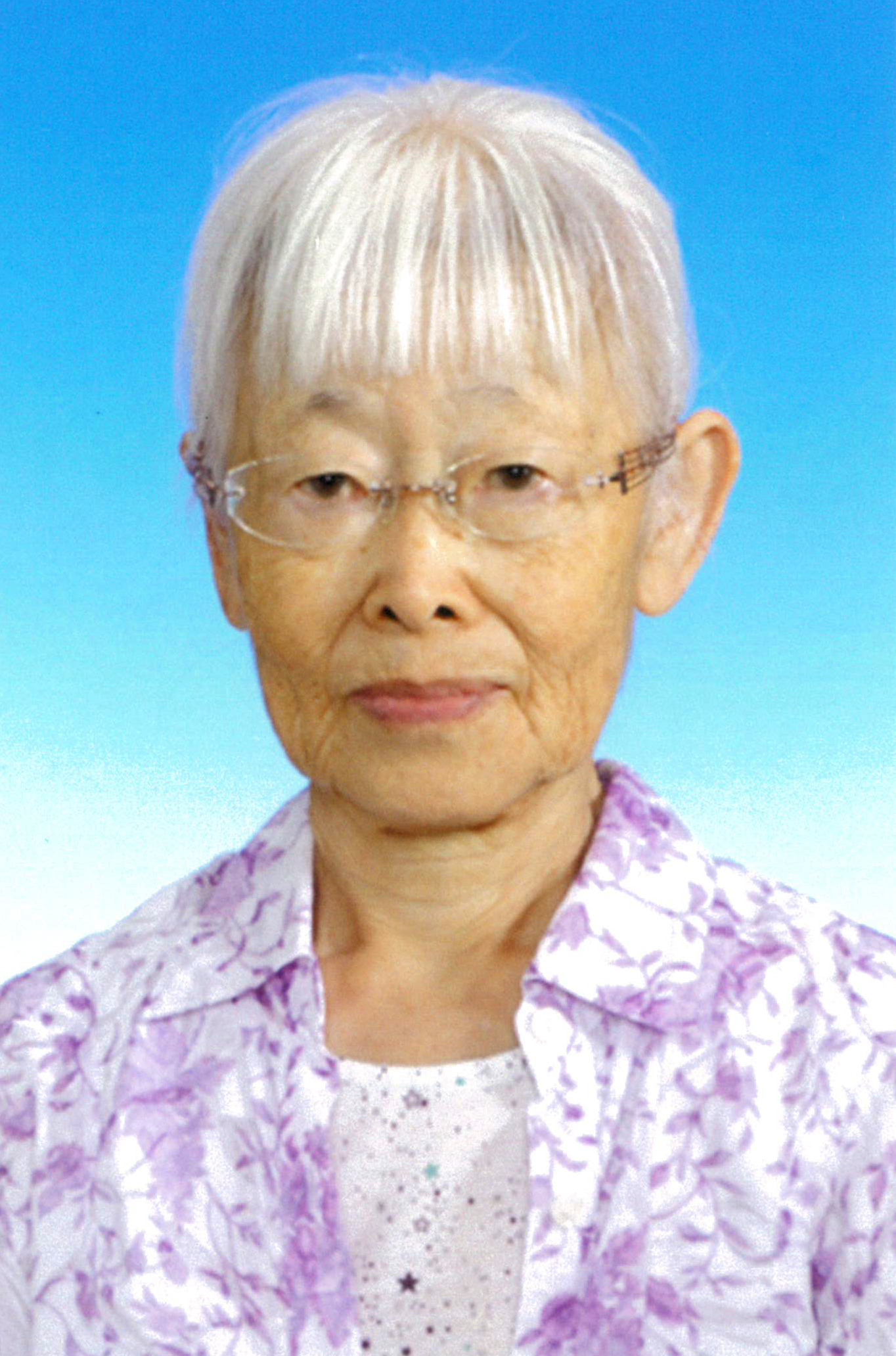
Tomoko Ohta

Tomoko Ohta (japanisch 太田 朋子 Ōta Tomoko, * 7. September 1933) ist eine japanische Molekularbiologin.

## Leben
Ohta ist Schülerin von Motoo Kimura. Dort, am nationalen Institut für Genetik an der Universität von North Carolina, erhielt sie 1967 ihren Doktortitel. Sie wurde für ihre Arbeiten an der Neutralen Theorie der molekularen Evolution bekannt. Insbesondere entwickelte sie eine Erweiterung der durch Kimura begründeten Theorie, die Nearly neutral theory of molecular evolution (Nahezu-neutrale Theorie der molekularen Evolution).
Die American Academy of Arts and Sciences ernannte Ohta 1984 zu ihrem Mitglied. 1986 erhielt sie den Weldon Memorial Prize. 2002 wurde sie in die National Academy of Sciences aufgenommen und als Person mit besonderen kulturellen Verdiensten geehrt. 2015 wurde sie mit dem Crafoord-Preis für Biowissenschaften ausgezeichnet und 2016 mit dem Kulturorden.

## Werke
- Liste ausgewählter Werke (Memento vom 26. Oktober 2002 im Internet Archive) (englisch)
- Slightly deleterious mutant substitutions in evolution. In: Nature 246: 96–98. (1973)